# Pitama
Pitama là một chi bướm đêm thuộc họ Crambidae.